# A Rocket to the Moon
A Rocket to the Moon es una banda de Braintree, Massachusetts, Estados Unidos. Su género musical se identifica con el powerpop e indie. Su principal integrante es Nick Santino. Nick Santino empezó la banda en el verano del 2006 como un experimento y decidió seguir con la idea porque tuvo una buena respuesta del público. El 14 de mayo de 2008 lanzaron su primer video y sencillo If Only They Knew del EP Greetings From... de 2008. A Rocket to the Moon lanzó su primer disco de estudio, llamado On Your Side, el 13 de octubre de 2009.

## Miembros
- Nick Santino (musician) - Vocalista / Guitarra
- Justin Richards - Guitarra
- Eric Halvorsen - Bajo
- Andrew Cook - Batería

## Exmiembros
- Loren Brinton - Batería

## Discografía
- Álbumes/EP'S
  - Your Best Idea (2006)
  - Summer 07 EP (2007)
  - Greetings From... (2008)
  - On Your Side (2009)
  - The rainy days Sessions (2010)
  - That Old Feeling (2012)
  - Wild & Free (2013)